# نجم اسمه الشمس
نجم اسمه الشمس (بالروسية: Звезда по имени Солнце)‏ «زفزدا با إمني سونتسه» هو الألبوم السابع لفرقة الروك السوفيتية كينو، صدر في 29 أغسطس 1989.
يعتبر آخر ألبوم صدر قبل وفاة المطرب الرئيسي فيكتور تسوي.